# Tuczapy (gromada)
Tuczapy (od 29 II 1956 Mołożów) – dawna gromada, czyli najmniejsza jednostka podziału terytorialnego Polskiej Rzeczypospolitej Ludowej w latach 1954–1972.
Gromady, z gromadzkimi radami narodowymi (GRN) jako organami władzy najniższego stopnia na wsi, funkcjonowały od reformy reorganizującej administrację wiejską przeprowadzonej jesienią 1954 do momentu ich zniesienia z dniem 1 stycznia 1973, tym samym wypierając organizację gminną w latach 1954–1972.
Gromadę Tuczapy z siedzibą GRN w Tuczapach utworzono – jako jedną z 8759 gromad na obszarze Polski – w powiecie hrubieszowskim w woj. lubelskim na mocy uchwały nr 8 WRN w Lublinie z dnia 5 października 1954. W skład jednostki weszły obszary dotychczasowych gromad Lipowiec, Mołożów wieś i Tuczapy ze zniesionej gminy Miętkie w powiecie hrubieszowskim oraz obszary dotychczasowych gromad Nabróż wieś i Nabróż kol. ze zniesionej gminy Łaszczów w powiecie tomaszowskim tymże województwie. Dla gromady ustalono 13 członków gromadzkiej rady narodowej.
Gromadę zniesiono 29 lutego 1956 w związku z przeniesieniem siedziby GRN z Tuczap do Mołożowa i zmianą nazwy jednostki na gromada Mołożów.
Uwaga: Nie mylić z gromadą Tuczępy w powiecie hrubieszowskim.